# Protestations contre le cabinet Orecharski
Les protestations contre le cabinet Orecharski sont une série de manifestations organisées en Bulgarie contre le Cabinet de gauche de Plamen Orecharski (coalition entre le Parti socialiste bulgare et le DPS). Les manifestations ont débuté le 28 mai 2013 , mais les réelles protestations à grande échelle n'ont pas émergé avant le 14 juin.